# Neoptólemo II de Epiro
Neoptólemo II foi um rei do Epiro.

## Família
Após a morte de Alcetas I, seus filhos, Neoptólemo I e Arribas, concordaram em dividir o poder, reinando juntos.
Alexandre I foi filho de Neoptólemo I, mas, quando Alexandre I fez 20 anos, Filipe, o Grande, derrubou e exilou Arribas,  e fez de Alexandre I rei de Epiro.
Alexandre I se casou com Cleópatra, filha de Filipe  e de Olímpia de Epiro, filha de Neoptólemo I.
Alexandre I teve dois filhos, Neoptólemo II e Cadmeia.[carece de fontes?]
Após a morte de Alexandre I entre os lucanos, Olímpia, com medo de Antípatro, retornou ao Epiro; Eácides, filho de Arribas, manteve sua aliança com Olímpia e lutou contra os macedônios, cujo rei nominal era Filipe Arrideu.

## Reinado
Aos 17 anos, Pirro, rei do Epiro, foi destronado, e Neoptólemo II tornou-se rei.
Pirro casou-se com Antigona, filha de Berenice I e Filipe. Ptolemeu I Sóter ajudou Pirro com dinheiro e armas, enviando-o ao Epiro para retomar o reino. Lá, porém, Pirro fez as pazes com Neoptólemo, e eles passaram a governar juntos.
Neoptólemo, porém, planejou envenenar Pirro; a conspiração foi descoberta por uma mulher de nome Phaenarete, que ouviu quando Neoptólem contou à sua irmã Cadmeia; Phaenarete contou a Antígona, que contou a Pirro. Pirro, então, durante um sacrifício, matou Neoptólemo.